# Bruno Eisner
Bruno Eisner (Viena, 6 de desembre de 1884 - Nova York, 26 d'agost de 1978) fou un pianista austríac. Cursà els estudis musicals al conservatori de la seva ciutat natal, actualment integrat en la Universitat de Música i Art Dramàtic. Hi va obtenir el premi Bösendorfer en acabar els estudis. Des de 1910 fou professor del Stern'schen Konservatorium i del Vogt'sche Konservatorium a Hamburg i de 1930 a 1933 de a l'Escola superior de música de Berlín. Es va casar amb la cantant Olga Mauksch (1887-1982) amb qui va fer un gir a Suècia i molts concerts arreu a Alemany.
El 1933 es fa afiliar a la Reichsmusikkammer, el registre obligatori de l'administració nazi dels músics, però com a jueu, en va ser exclòs el 1935. Així li va ser prohibit d'exercir qualsevol feina remunerada com a artista. El 1936, mitjançant un afidàvit del seu amic Albert Einstein, va poder emigrar cap als Estats Units i Olga Mauksch l'any següent. A Nova York va ensenyar a diverses escoles. El 1944 la parella va rebre la nacionalitat estatunidenca. Va acabar la seva carrer docent a la Universitat de Colorado el 1956.